# Lista över hällristningslokaler i Göteborg
Detta är en lista över hällristningslokaler i Göteborgs kommun. 
Det finns elva hällristningslokaler i Göteborgs kommun.
- Hovåsbadet, Askim - djurscen och en människa som paddlar i en båt
- Backa, Askim - en skeppsfigur med djurhuvud. På en stenhäll mot norr vid den forna havsnivån.
- Hällristningsvägen, Hovås - sex skeppsfigurer, en människa, flera djur, fotsulor och hjulkors
- Billdal - en skeppsfigur på uppemot 1,5 meter
- Påvelund, Västra Frölunda - skeppsfigur med hästhuvud
- Vikan, Arendalsområdet - tio skeppsfigurer, djur och hjulkors
- Högstena, Björlanda - fem ytor med bland annat skeppsfigurer
- Unnered, Tuve

Dessutom finns en hällmålning i Tumlehed på Hisingen föreställande en hjort.